# Аврен (община)
Аврен (болг. община Аврен) — община в області Варна, Болгарія. Адміністративний центр — село Аврен. 

## Населення
Населення становить 9 793 особи (станом на 1 лютого 2011 р.).

## Населенні пункти общини
- Бенковський